# Louise Hanson-Dyer
Louise Berta Mosson Hanson-Dyer (Melbourne, 19 de julio de 1884-Mónaco, 9 de noviembre de 1962) fue una editora de música y mecenas de las artes australiana.

## Biografía
Nació como Louise Berta Mosson Smith en  Melbourne, hija de Louis Smith, médico y parlamentario. Su hermano era Sir Harold Gengoult Smith, alcalde de Melbourne de 1931 a 1934. Era una pianista talentosa, estudió en el Albert Street Conservatorium y luego de 1907 a 1908 en Londres y Edimburgo.
Se casó con James Dyer, un hombre de negocios escocés 27 años mayor que ella, en 1911. Dyer tuvo una vida social activa, siendo presidenta de Presbyterian Ladies' Old Scholars de 1919 a 1921 y de 1924 a 1926. También fue miembro activo de la Alianza francesa. Fue una generosa mecenas de las artes que organizaba conciertos privados de música barroca, especialmente francesa. Fue la fuerza principal en el establecimiento de la Sociedad Musical Británica de Victoria en 1921. En 1924 ayudó a Shaw Neilson a publicar su primer libro importante de poesía y luego donó £ 10 000 para ayudar a fundar la Orquesta Sinfónica de Melbourne.
La pareja se mudó a Londres en 1927 y luego a París en 1928. Allí comenzaron lo que se convertiría en una notable colección de música impresa, partituras y material académico de los siglos XV al XIX. Fundó Éditions de l'Oiseau-Lyre en 1932, imprimiendo ediciones históricas impecables de la música de Lully, Couperin, Jacopo da Bologna and Purcell, y luego diversificándose en interpretaciones grabadas que se convirtieron en su enfoque principal. También publicó obras de compositores australianos modernos, en particular Peggy Glanville-Hicks y Margaret Sutherland. Continuó al frente de la editorial hasta el año de su muerte. Ayudó a promover a compositores modernos como Georges Auric, Benjamin Britten, Joseph Canteloube, Gustav Holst, Jacques Ibert, Vincent d'Indy, Charles Koechlin, Darius Milhaud, Albert Roussel y Henri Sauguet. Fue nombrada caballero de la Legión de Honor en 1934 y ascendida a oficial en 1957.
James Dyer murió en 1938. Al año siguiente, se casó con el erudito literario británico Joseph Birch «Jeff» Hanson, de 30 años, y se mudó a Inglaterra, donde él estudiaba en Balliol College, Oxford. Se mudaron a Mónaco en 1945, donde ella murió, dejando sus activos australianos valorados en unas 240 000 libras esterlinas a la Universidad de Melbourne. Sus bienes europeos quedaron en manos de su marido.

## Legado

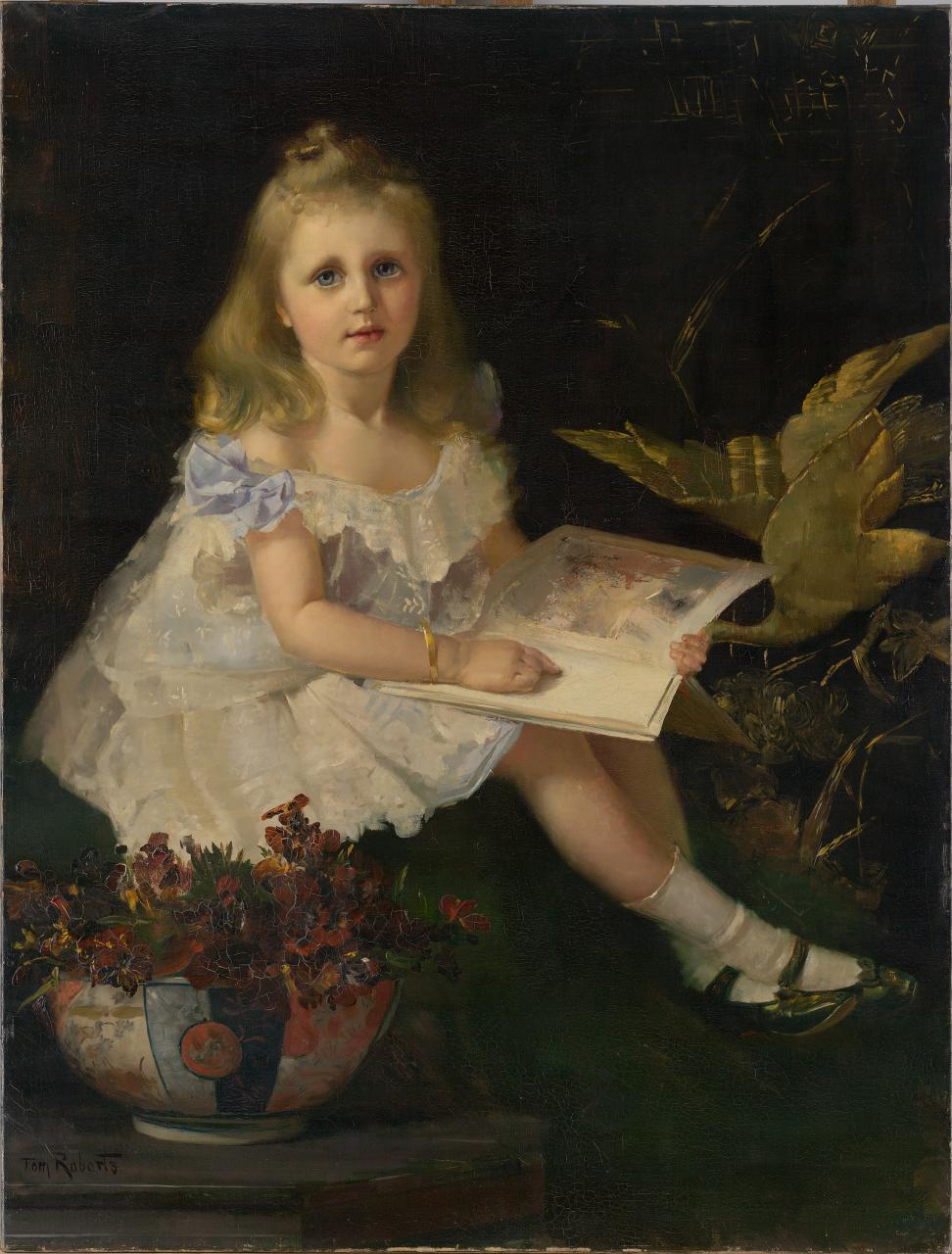
Louise, hija del Excmo. L. L. Smith por Tom Roberts, 1888.

Jeff Hanson se volvió a casar; cuando murió en 1971, su viuda Margarita continuó dirigiendo Éditions de l'Oiseau-Lyre hasta 1996. En 1986 dejó la colección de manuscritos y partituras de música clásica europea y antigua a la Universidad de Melbourne.
La biografía de Jim Davidson de Hanson-Dyer, Lyrebird Rising, se publicó en 1994.
La Biblioteca de Música de la Universidad de Melbourne pasó a llamarse Biblioteca de Música Louise Hanson-Dyer en su honor y la universidad fundó Lyrebird Press para continuar su trabajo.
Los retratos de ella hechos por Tom Roberts y W. B. McInnes cuelgan en la Galería Nacional de Victoria y en el Presbyterian Ladies' College de Melbourne.